# Furioso (muziekterm)
Furioso, feroce en furia zijn alle Italiaanse muziektermen die aangeven dat een stuk of passage uitgevoerd dient te worden op een manier waaruit een aan woede grenzende vurigheid blijkt. De termen worden naar het Nederlands vertaald met respectievelijk woedend, vurig en woede. Dit betekent dat wanneer deze aanwijzing wordt gegeven, de uitvoerend muzikant(en) een bepaalde vurigheid in de voordracht tot uitdrukking moet laten komen, al naargelang welke van bovenstaande aanwijzingen gegeven is. Als voordrachtsaanwijzing heeft de term in principe geen invloed op de te gebruiken dynamiek of het te spelen tempo. Echter kan bij de interpretatie van eventuele dynamische aanwijzingen wel rekening gehouden met een van bovenstaande voordrachtsaanwijzingen. Ditzelfde geldt voor het te spelen tempo (tenzij specifieke metronoomgetallen worden gegeven).